# 아메리칸 어패럴
아메리칸 어패럴(American Apparel)은 퀘벡 주 몬트리올 출신의 도브 차니가 설립한 미국의 의류 제조사, 유통사, 소매상으로, 캘리포니아주 로스앤젤레스에 본사를 두고 있다. 수직 통합 구조의 의류 제조사, 도매상, 소매상으로, 디자인과 광고, 마케팅까지 직접 다룬다. 티셔츠와 속옷 같은 기본 단색 계열의 면 니트웨어로 가장 잘 알려져 있으나, 최근에는 남성과 여성, 어린이, 애견을 위한 다양한 소재와 색상의 레깅스, 레오타드, 탱크 탑, 빈티지 의상, 드레스, 바지, 데님, 매니큐어, 침구, 악세사리까지 범위를 확장하였다.